# La Haye-du-Theil

La Haye-du-Theil este o comună în departamentul Eure, Franța. În 1 ianuarie 2022 avea o populație de 324 de locuitori.